# Virolai

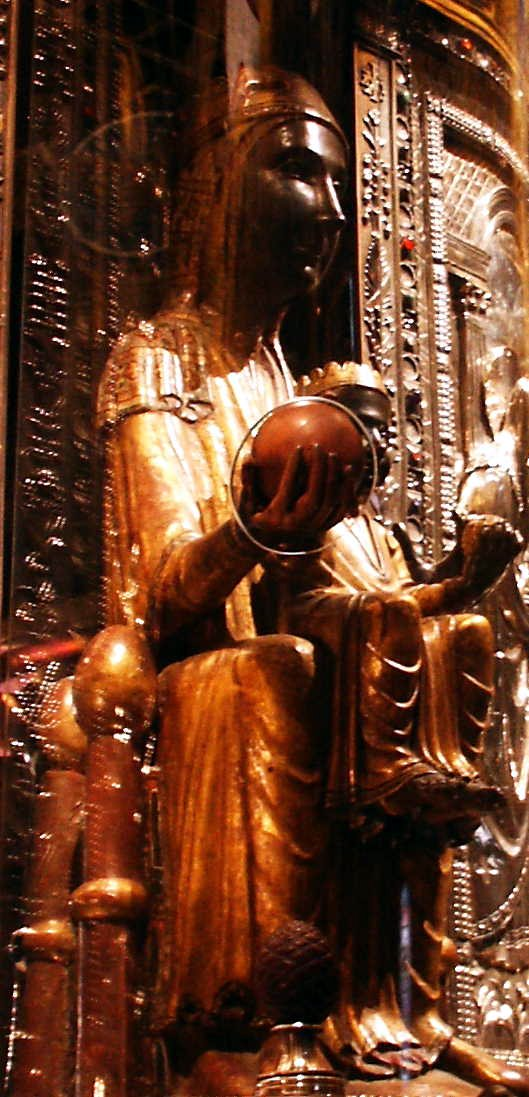
Virgen María de Montserrat

Un virolai es, en catalán, una composición poética para ser cantada, usualmente compuesta por varias estrofas con retorno. El Virolai es un himno dedicado a la Virgen María de Montserrat que, con el paso del tiempo, se ha convertido en un símbolo espiritual de los catalanes.
El año 1880, el 20 de febrero, el año del Milenario de Montserrat, Josep Rodoreda y Santigós (1851-1922) fue el ganador del concurso musical que se celebró para conmemorar las fiestas. Al concurso se  presentaron 68 partituras con el objetivo de poner música al Virolai que había escrito Jacinto Verdaguer. La letra fue publicada por primera vez en 1880, en el programa del certamen celebrado en Montserrat con motivo de las fiestas del Milenario.
El Virolai de Rodoreda no se convertiría en un símbolo hasta mediados del siglo XX  y a partir de entonces se convertiría no solo en signo de espiritualidad, sino también de catalanismo. Durante la dictadura del general Franco, cuando no era legal cantar Els Segadors, el Virolai fue un himno sucedáneo. Cuando se trataba de celebrar victorias deportivas catalanas u otras circunstancias, el Virolai hacía entonces las funciones de himno de Cataluña, sobre todo en círculos confesionales cristianos.
La letra del Virolai comienza con las palabras: Rosa d'abril, morena de la serra..., lo que hace que también sea conocido con el nombre de Rosa d'abril.

## Letra
Rosa d’abril, Morena de la serra,

de Montserrat estel:

il·lumineu la catalana terra,

guieu-nos cap al Cel.

Amb serra d’or els angelets serraren

eixos turons per fer-vos un palau.

Reina del Cel que els Serafins baixaren,

deu-nos abric dins vostre mantell blau.

Alba naixent d’estrelles coronada,

Ciutat de Déu que somnià David,

a vostres peus la lluna s’és posada,

el sol sos raigs vos dóna per vestit.

Dels catalans sempre sereu Princesa,

dels espanyols Estrella d’Orient,

sigueu pels bons pilar de fortalesa,

pels pecadors el port de salvament.

Doneu consol a qui la pàtria enyora

sens veure mai els cims de Montserrat;

en terra i mar oïu a qui us implora,

torneu a Déu els cors que l’han deixat.

Mística Font de l’aigua de la vida,

rageu del Cel al cor de mon país;

dons i virtuts deixeu-li per florida;

feu-ne, si us plau, el vostre paradís.

Ditxosos ulls, Maria, els que us vegen!

ditxós el cor que s’obri a vostra llum!

Roser del Cel, que els serafins voltegen,

a ma oració doneu vostre perfum.

Cedre gentil, del Líbano corona,

Arbre d’encens, Palmera de Sion,

el fruit sagrat que vostre amor ens dóna

és Jesucrist, el Redemptor del món.

Amb vostre nom comença nostra història

i és Montserrat el nostre Sinaí:

sien per tots l’escala de la glòria

eixos penyals coberts de romaní.

Rosa d’abril, Morena de la serra,

de Montserrat estel:

il·lumineu la catalana terra,

guieu-nos cap al Cel.